# Helota thibetana
Helota thibetana là một loài bọ cánh cứng trong họ Helotidae. Loài này được Westwood miêu tả khoa học năm 1841.